# دونگی کومرن
دونگی کومرن (به صربی: Donji Komren) یک منطقهٔ مسکونی در صربستان است که در نیش واقع شده‌است.